# Международна асоциация за изследване на река Дунав
Международната асоциация за изследване на река Дунав (на английски: International Association for Danube Research (IAD)) e най-старата действаща неправителствена организация, представляваща мрежа от учени, които провеждат изследвания в басейна на река Дунав в Европа. Основана е през 1956 г.

Целта на организацията е насърчаване и координиране на дейностите в областта на лимнологията, управлението на водите, опазването на водите и устойчивото развитие в басейна на река Дунав. През 1998 г. Международната асоциация за изследване на река Дунав получава статут на наблюдател в Международната комисия за защита на река Дунав.